# 官文庫
官文庫（かんぶんこ）とは、平安時代以来代々官務を務めてきた小槻氏嫡流・壬生官務家の文庫。官庫・官務文庫とも。

## 概要
太政官には宣旨や太政官符の案文や公事などに関する諸記録を保管する文殿（官文殿）があり史が管理していた。平安時代中期以後小槻氏が史の筆頭である官務（大夫史）を世襲するようになり、それとともに同氏歴代の当主が官務と文殿別当を兼ねるようになった。このため、太政官の文殿で保管すべき文書・記録の一部が小槻氏の文庫にも納められるようになった。これは、天養元年（1144年）に当時の官務小槻政重が、自家の文庫に「保管されている官文書は家を継いで奉公する者が厳重に相伝進退すべきこと」とした起請文を作成して、官文書の保管・継承を子孫の義務として課した。
特に鎌倉時代の嘉禄2年（1226年）の火災で官文殿が焼失するとそのまま再建されなかったために、その機能は小槻氏の文庫や院文殿などに移されるようになった。太政官関連の文書・記録は全て小槻氏の文庫に納められたことから、特に「官文庫」と称せられ、「凡官文庫之儀者、全非私文庫、官文殿断絶之後、以官文庫被准官文庫（官文庫の儀は全く私文庫にあらず、官文庫断絶の後、官文庫を以て官文殿に準ぜらる）」と称された。
鎌倉時代初めに小槻氏は壬生家と大宮家の2家に分裂したが、官文殿廃絶後は両家の官文庫に納められた文書を「公務之明鏡」として尊重され、朝廷及び幕府は本来は小槻氏の所有である官文庫の維持・警固を重要視した。例えば、官文殿が存続していた永万元年（1165年）の段階で官文庫の新造のための経費が朝廷より支給され、室町幕府が官文庫の修繕のために段銭を徴収した例もあった。特に応仁の乱の際に大宮家の官文庫が疎開先の平等院で紛失・散逸する事件が発生し、続く大寧寺の変によって大宮家自体が断絶した。そのため、唯一の官務家となった壬生家の官文庫は一層尊重され、応仁の乱後に壬生家による官文庫を維持できなくなりかけた延徳2年（1490年）には宗祇が官務壬生晴富に1000疋を寄附するなど、有志の有徳者が寄附を寄せて維持されたこともあった。その後、江戸幕府は再び朝廷とともに官文庫の維持に尽力したため、幕末までその所蔵文書は厳重に保管されていた。
応仁の乱直後の明応5年（1496年）に壬生晴富が残した文書によれば、当時の官文庫は松原通を南限、壬生寺東門前を西限とする方4町の地に設置され、面5ヶ間・奥3ヶ間の広間に1000余合の文書が所蔵されていたという。
明治維新後に所蔵文書類は宮内省に献上され、現在も宮内庁書陵部に保管されており、『図書寮叢刊壬生家文書』として刊行も行われている。